# Wildgrat
Der Wildgrat ist ein 2971 m ü. A. hoher, schroffer und häufig besuchter Gipfel in den Ötztaler Alpen in Tirol. Er bildet den Schnittpunkt aller Grate des Wildgratstocks, der die nördliche Verlängerung des Geigenkamms darstellt. Da der Wildgrat lediglich im Süden von höheren Gipfeln überragt wird, bietet er einen umfassenden Rundblick auf Pitz-, Inn- und Ötztal und die umgebenden Berge.
Sowohl von Westen als auch von Osten führen bezeichnete Steige auf den Gipfel. Der Weg von Westen beginnt bei der Mittelstation des Hochzeiger Ski- und Wandergebiets, welche von Jerzens mittels Gondel erreichbar ist. Ausgangspunkt des östlichen Anstiegs ist die Erlanger Hütte. Beide Anstiegswege verlangen Trittsicherheit.